# Suites para violonchelo solo (Bach)

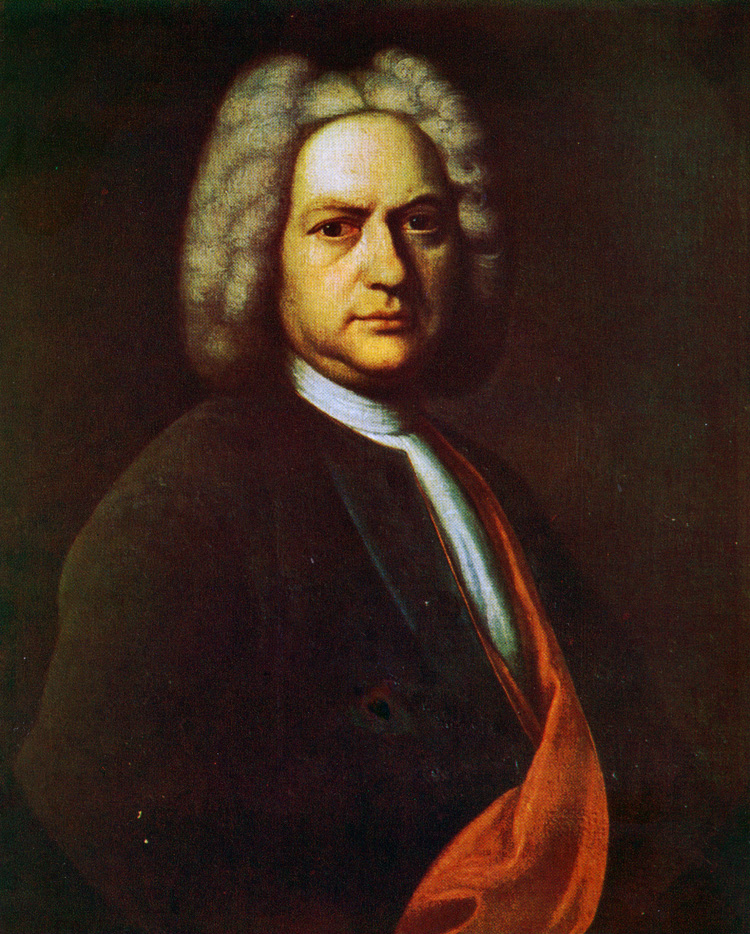
Bach hacia 1720.

Las Suites para violonchelo solo, BWV 1007-1012 son un conjunto de piezas escritas por el compositor barroco alemán Johann Sebastian Bach. Aunque resulta difícil establecer con exactitud cuándo fueron compuestas, sabemos que las suites vieron la luz durante el llamado "período de Cöthen", cuando Bach ejercía como maestro de capilla en la corte del príncipe Leopoldo de Anhalt-Cöthen. A diferencia de la otra gran colección bachiana para instrumento de cuerda solo, las seis Sonatas y partitas para violín, no conservamos el manuscrito del propio compositor, sino una copia redactada por su segunda esposa, Ana Magdalena, y que debemos fechar en torno a 1720 o 1721.
Son unánimemente consideradas como una de las mayores obras para violonchelo jamás escritas. Prácticamente relegadas a una mera función didáctica hasta su "redescubrimiento" por parte de Pau Casals a finales del siglo XIX, se han convertido con el paso de las décadas en parte habitual del repertorio y auténtica piedra de toque para los violonchelistas.

## Historia

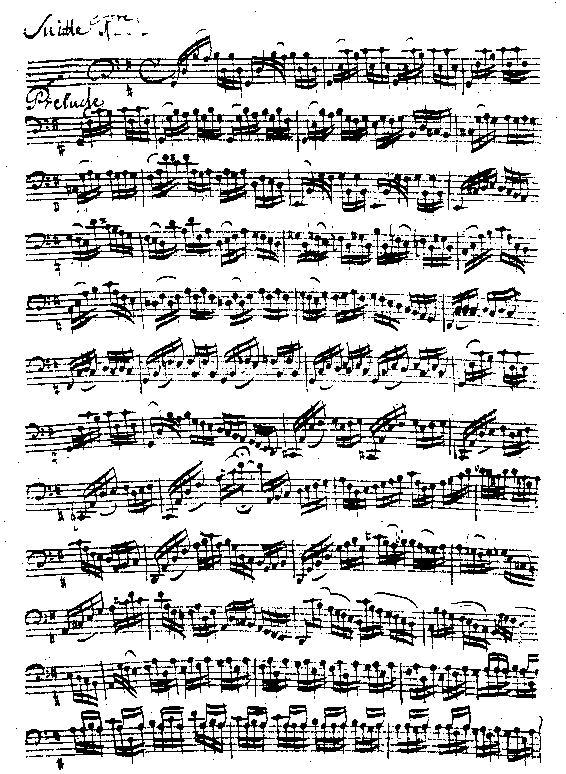
Primera página del manuscrito de Anna Magdalena Bach de la Suite n.º 1, BWV 1007.

### Composición
La colección de suites probablemente fue compuesta en el período 1717-1723, cuando Bach era Kapellmeister en Cöthen. La uniformidad y la coherencia de estas obras sugieren que pudieron haber sido concebidas en conjunto o de forma secuencial, probablemente para uno de los violonchelistas de Cöthen como Christian Bernhard Linigke o Christian Ferdinand Abel, mucho más conocido como violagambista. Es imposible establecer una cronología exacta y precisa de las suites, no existen datos fiables sobre el orden en que fueron concebidas y/o si fueron escritas antes o después de las Sonatas y partitas para violín solo. En cualquier caso, los expertos —sobre la base de un análisis comparativo de los diferentes estilos de estas obras— creen que las Suites para violonchelo fueron escritas primero, antes de 1720, el año que aparece en la portada de la copia manuscrita de las Sonatas y partitas para violín solo.
Estas obras son particularmente significativas en la historia de los instrumentos de cuerda. Hasta el tiempo de Bach era costumbre que el violonchelo interpretase partes de acompañamiento, y las partes melódicas en el mismo registro se encomendaban a instrumentos de la familia de la viola da gamba. Sin embargo, al violonchelo se le asigna una parte solista en estas suites, igual que en ciertas partes de los Conciertos de Brandeburgo. Puede considerarse a Bach un innovador que promueve la sustitución de la viola da gamba, si bien algunos estudiosos creen que es probable que hubiera hecho esto porque le resultaba difícil asignar partes virtuosísticas a ese instrumento, debido a que el príncipe Leopoldo de Anhalt-Cöthen, para el cual trabajaba en aquel entonces, era violagambista y tocaba las obras de Bach, pero no era especialmente virtuoso. Por ello decidió, según esta hipótesis, escribir estas ambiciosas piezas para el violonchelo.

### Después de Bach

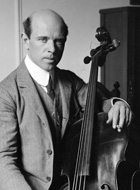
Pau Casals

Durante la vida de Bach fueron copiados numerosos manuscritos de las suites, pero nunca se convirtieron en una pieza ampliamente conocida. La primera edición impresa de estas obras realizada por Louis Pierre Norblin, fue publicada por la editorial Janet et Cotelle de París en 1824. En esta edición de la obra se observa que el destino y la consideración de las suites cambia y durante mucho tiempo no fueron consideradas obras o danzas de carácter virtuosístico, sino estudios. Tal es así, que en la portada de la primera edición se presentan como Sonates ou Études (Sonatas o estudios).
Robert Schumann había escrito un acompañamiento de piano para las suites, sin embargo éstas no alcanzaron gran difusión hasta el siglo XX. El violonchelista Pau Casals fue quien las rescató del olvido. En 1890, a la edad de 13 años, se encontró con las suites editadas por Friedrich Grützmacher en una tienda de Barcelona y empezó a estudiarlas. Hasta 1925, a los 48 años, no realizó una interpretación en público. Solo entonces aceptó grabar las suites y se convirtió en el primero en hacer una grabación de las mismas. Su popularidad creció constantemente desde entonces y en la actualidad la grabación de Casals sigue estando disponible.
Hoy en día, tras la recuperación por parte de Casals, las suites son una de las mayores obras para violonchelo y casi cada violonchelista aspira a tocarlas de la mejor manera posible. Los intérpretes más conocidos de este instrumento como Mstislav Rostropovich, Jean-Max Clement, Emanuel Feuermann, Pierre Fournier, Jacqueline du Pré, Paul Tortelier, André Navarra, Yo-Yo Ma, Gregor Piatigorsky, Mischa Maisky, Janos Starker, Anner Bijlsma, Heinrich Schiff, Pieter Wispelwey, Mario Brunello y  Carlos Prieto han hecho grabaciones de las mismas. Yo-Yo Ma ganó el premio Grammy a la mejor interpretación instrumental solista (sin orquesta) en la edición de 1985 por su álbum Bach: The Unaccompanied Cello Suites. Por su parte, Mischa Maisky vendió más de 300.000 copias de su grabación de las suites, lo cual se sitúa muy por encima del promedio de ventas de la música clásica. Celebérrima fue la interpretación improvisada de Mstislav Rostropovich durante la caída del muro de Berlín, que dio la vuelta al mundo a través de la televisión. Asimismo, han tenido lugar actuaciones en lugares de gran belleza como la de Mario Brunello en el Monte Fuji en 2007, para acercarse al absoluto y la perfección según el propio Brunello. Parte de las suites también fueron interpretadas por Yo-Yo Ma para el funeral del senador americano Edward Kennedy y en septiembre de 2002 durante el aniversario de los atentados del 11 de septiembre de 2001.

### Ediciones
A diferencia de las Sonatas y partitas para violín solo de Bach, no se conservan manuscritos autógrafos de estas suites, por lo que es difícil elaborar una edición crítica. Si bien, existen manuscritos no autógrafos.
- Una copia manuscrita hecha hacia 1726 por Johann Peter Kellner, un amigo y alumno de Johann Sebastian Bach, que fue maestro de capilla en Grafenrode en Turingia. Esta es la copia más antigua existente de las suites y actualmente se encuentra en la Biblioteca Estatal de Berlín. No obstante, debido a su estado incompleto y con numerosas omisiones en muchas partes del manuscrito, se cree que esta copia fue realizada a partir de un borrador de las suites y obedeció a las necesidades estudio de su propietario.[13] La conclusión del manuscrito reza «Soli Deo Sit Gloria» (“Sólo para Dios sea la gloria”) y la portada reza así:

Original:
«Sechs Suonaten

Pour le Viola de Basso

par Jean Sebastian

Bach:

pos. Johann Peter Kellner»
Traducción:
«Seis sonatas 

para la viola de basso

por Johann Sebastian 

Bach: 

pos. Johann Peter Kellner»

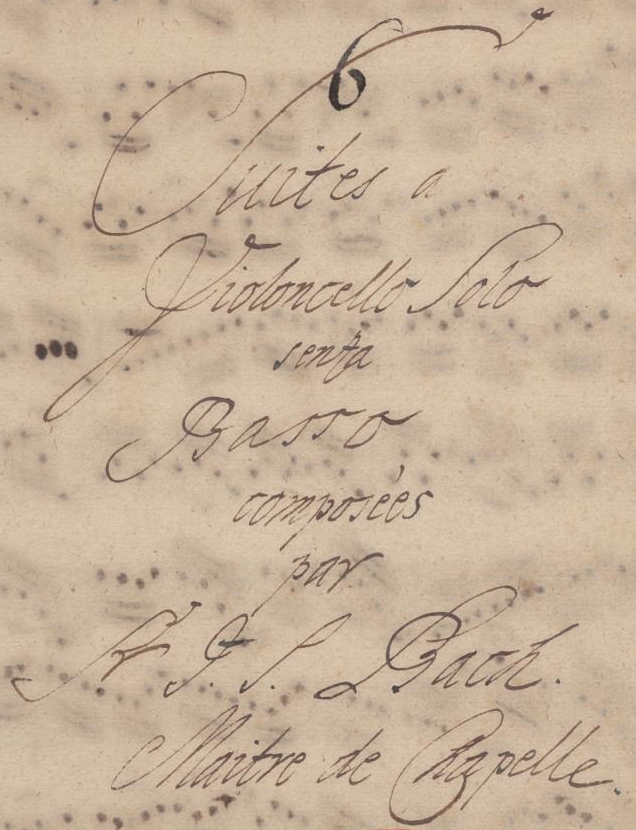
Portada de la copia de Anna Magdalena.

- Una copia manuscrita realizada por Anna Magdalena Bach, segunda esposa de Bach, en posesión del violinista Georg Heinrich Ludwig Schwanenberger (amigo de la familia Bach), conservada en la Biblioteca Estatal de Berlín. Este manuscrito presenta numerosas discrepancias con el estilo de otras obras para cuerda de Bach, en especial en el fraseo, los arcos y las articulaciones. Anner Bylsma en Bach, The Fencing Master (“Bach, maestro de gran destreza”)[14] explica cómo, en su opinión, esas discrepancias en cambio pueden ser fruto del ingenio de Bach y sostiene que este manuscrito podría ser una copia exacta de un eventual original. Sin embargo, la ambigüedad (a veces en términos de grafía) del manuscrito y la ausencia de copias autógrafas no permite dar una respuesta precisa.[13] La edición de 1950 de las suites supervisada por el chelista August Wenzinger se basa íntegramente en este manuscrito. El frontispicio de esta copia dice así:

Original:
«Suites a

Violoncello Solo

senza

Basso

composées

par

Sr. J. S. Bach

maître de chapelle»
Traducción:
«Suites para 

violonchelo solo 

sin 

bajo 

compuestas 

por 

J. S. Bach, 

maestro de capilla»

- Otra copia se encuentra en un manuscrito de la segunda mitad del siglo XVIII elaborado por dos copistas anónimos diferentes. Este manuscrito incluye una gran colección de obras de Johann Sebastian Bach y una fuga de Carl Heinrich Graun. Se cree que perteneció a Johann Christoph Westphal, un organista y editor de Hamburgo. En la actualidad también está archivado en la Staatsbibliothek de Berlín.[15] En la página del título se lee lo siguiente:

Original:
«Suiten mit Preluden

für das Violoncello

von

Joh. Seb. Bach»
Traducción:
«Suites con preludios 

para el violonchelo

de

Joh. Seb. Bach»

- Por último, otra copia más está recogida en un manuscrito de finales del siglo XVIII, que se encuentra en la Biblioteca Nacional de Viena. Se utiliza como una fuente secundaria,[15] junto con la primera edición impresa de las suites, editada por Louis Pierre Norblin y publicada por la editorial Janet et Cotelle en París en 1824, que según su título se basa en un manuscrito autógrafo encontrado por el propio Norblin y perdido después de su muerte.[13] Para la quinta suite, se puede utilizar como fuente la BWV 995, la versión para laúd de la misma suite, recogida en un manuscrito autógrafo de Johann Sebastian Bach. La edición Norblin recoge la siguiente apreciación:

Original: «(...) Après beaucoup de recherches en Allemagne, M. Norblin, de la musique du Roi, premier violoncelle de l’Académie royale de Musique, a enfin recueilli le fruit de sa persévérance, en faisant le découverte de ce précieux manuscrit.»
Traducción: «(...) Tras mucha investigación en Alemania, el Sr. Norblin, músico del Rey, violonchelista principal de la Real Academia de Música por fin ha recogido los frutos de su perseverancia, llevando a cabo el descubrimiento de este preciado manuscrito.»
— Nota de los editores de Norblin.

El análisis de todas estas fuentes secundarias, en especial la copia manuscrita de Anna Magdalena Bach, ha hecho posible la reconstrucción de un conjunto de posibles arquetipos, aunque faltan las ligaduras de expresión y otras articulaciones. En consecuencia, hay diferentes interpretaciones de las suites pero ni una sola edición crítica aceptada. De hecho, se han escrito más de 82 ediciones críticas diferentes desde 1825 hasta 2000. Además, el profesor Martin Jarvis de la Charles Darwin University School of Music, en Darwin, Australia también plantea dudas sobre la autoría de la obra: mantiene que la misma Anna Magdalena Bach escribió las seis suites, aunque muchos musicólogos y músicos, dada la dificultad de encontrar una clara confirmación de estas hipótesis, se mantienen escépticos sobre esto.

### Interpretación

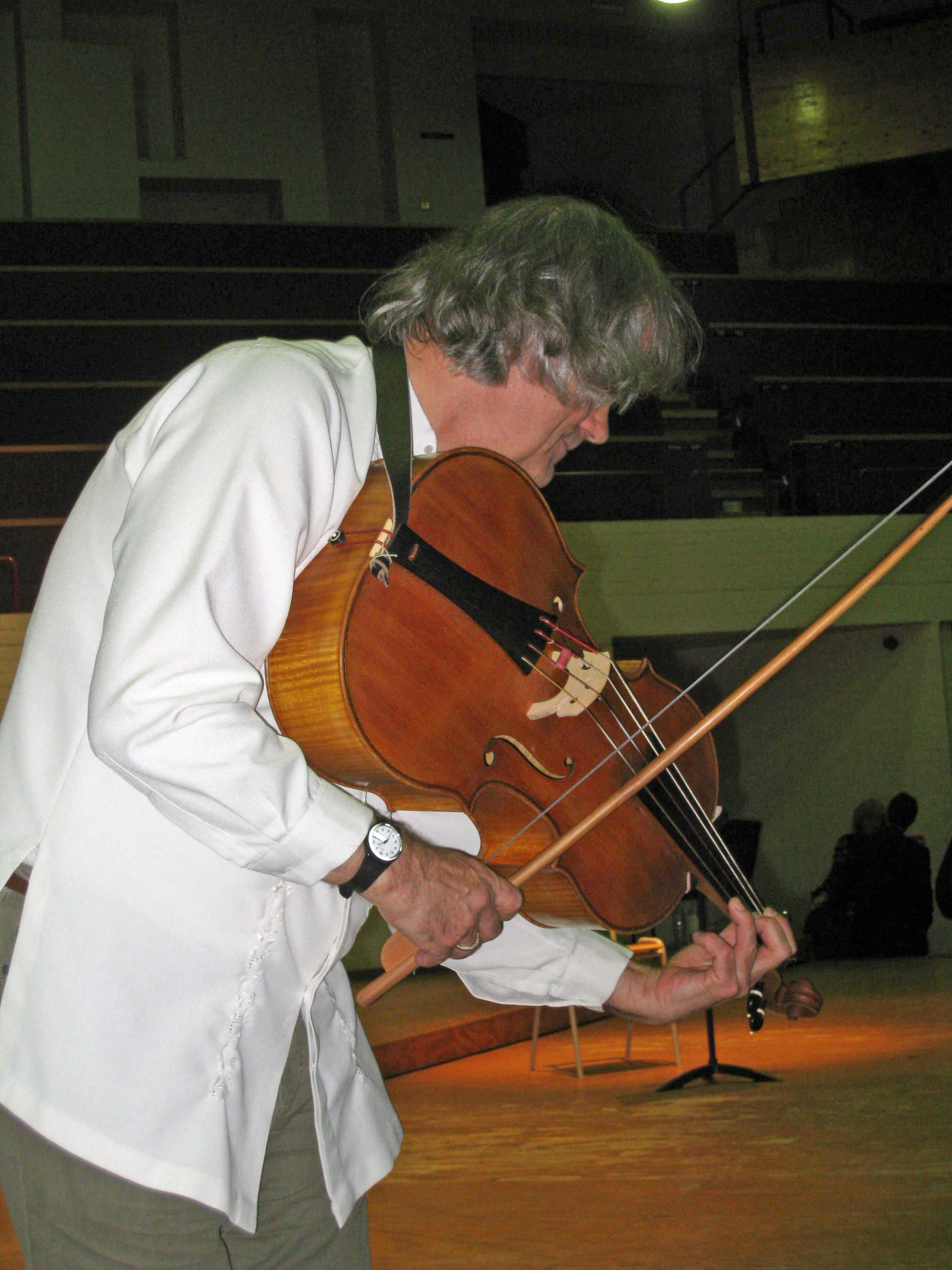
Kuijken con un violonchelo da spalla.

Los cambios del significado de los términos musicales a lo largo de la historia hacen que sea difícil determinar exactamente cuáles son los instrumentos "que Bach pretendía" que tocasen las suites. De manera que sobre este asunto hay muchas interpretaciones. Se cree que la sexta suite, escrita expresamente para un instrumento de cinco cuerdas, pudo haber sido escrita para violonchelo piccolo. Según reconstrucciones históricas basadas en evidencias atribuidas a Franz Benda, la sexta suite pudo haber sido escrita para viola pomposa, que pudo haber sido inventada por el propio Bach. Pero los estudios sobre tal instrumento y su historia hacen que tal tesis sea poco verosímil. Mark Mervyn Smith sugiere que hacia finales del siglo XVIII se empezó a dar el nombre de viola pomposa al violonchelo piccolo de cinco cuerdas. Asimismo, se han propuesto otras originales hipótesis que a menudo encuentran escasa confirmación en el ámbito musicológico. Por ejemplo, Dmitry Badiarov ha sugerido que todas las suites fueron escritas para violonchelo da spalla o violonchelo piccolo. Sigiswald Kuijken y Ryo Terakado han grabado todas las suites con violonchelo da spalla.
En la música anterior al siglo XIX la escritura musical no incluía muchos de los signos de interpretación que se usan en partituras más recientes, en relación con una distribución diferente de los roles entre el compositor e intérprete. Los manuscritos musicales con frecuencia eran enviados directamente del compositor al intérprete para el que estaba destinada la obra (cuando era diferente del propio compositor) o a los copistas. En el caso de Bach solían ser su esposa y sus estudiantes. A diferencia de los libros impresos, las indicaciones ocasionales para la ejecución que aparecen en los manuscritos adquieren un valor completamente diferente cuando se pueden considerar escritas por el compositor, en comparación con las añadidas por otros intérpretes o copistas. Por esta razón, es muy importante distinguir los manuscritos originales del compositor respecto de las copias, aunque por desgracia para las seis suites no se conocen los manuscritos.
Los violonchelistas se ven obligados a tomar de forma independiente muchas decisiones interpretativas y a veces técnicas, comenzando por los arcos y la dinámica. Los resultados son muy diversos ya que la originalidad y complejidad de la escritura de estas obras no permiten fácil comparación con otros modelos de la época. Por tanto las interpretaciones pueden diferir significativamente unas de otras. Las decisiones evidencian la actitud interpretativa, las concepciones estético musicales del ejecutante y su idea de cómo pretendía Bach que fueran tocadas estas piezas. Por este motivo muchos violonchelistas se acercan a esta obra con gran respeto y a veces con temor. Tanto Casals como Rostropovich fueron reacios a grabarlas y se arrepintieron tras hacerlo. Rostropovich llegó a decir en varias ocasiones que para él había sido un error grabarlas. De igual manera, algunos instrumentistas de la segunda mitad del siglo XX en adelante como Janos Starker, Mischa Maisky, Yo-Yo Ma o Mario Brunello las han grabado en varias ocasiones, al no reconocerse en la interpretación ofrecida en su grabación previa.
Las diversas formas de interpretar las suites oscilan entre los siguientes enfoques:
- Ejecuciones en las que se busca la mayor intensidad posible de la expresión. El ejemplo universalmente considerado de este enfoque es Pau Casals.[4]
- Ejecuciones inspiradas en la práctica histórica para realizar una interpretación historicista. El representante más significativo de este tipo es Anner Bylsma. De hecho, en este grupo habría que señalar subcategorías de interpretaciones fuertemente expresivas (Bylsma) y otras más estilizadas (Vito Paternoster, Christophe Coin).
- Ejecuciones en las que se busca la mayor perfección técnica posible. Janos Starker por su técnica y Pierre Fournier por su cuidado del sonido, suelen citarse como referentes de este enfoque.[13]

## Análisis
Cada una de las suites se divide en seis movimientos, siguiendo una estructura fija: un preludio inicial (que en la mayoría de casos supone la sección más importante de la suite) seguido por los cinco movimientos de danza: allemande, courante, sarabande, una danza galante (un minueto en el caso de la primera y segunda suites, una bourrée en la tercera y la cuarta, y una gavota, en la quinta y la sexta) y finalmente una gigue. 

### Suite para violonchelo n.º 1 en sol mayor, BWV 1007
1. El preludio (4/4) de la primera suite puede responder en un principio al carácter de estudio o ejercicio con el que muchos críticos y músicos del pasado querían identificar todas las suites. Su sencillo comienzo de arpegios en semicorcheas así nos pueden hacer pensar, pero en la parte central un arpegio ascendente muere en un calderón y a partir de aquí hay unos compases de tránsito hacia un pasaje de «bariolage» y otro seguido de punto de pedal en re y ascensión cromática que provocan una tensión dramática tal que no cabe hablar de simple estudio. Tras estos compases (33-38) se libera parte de la tensión acumulada y el movimiento acaba de forma brillante con un amplio acorde.
2. La allemande (4/4) posee equilibrio en las proporciones y una escritura limpia y ligera, poco usual en las allemandes de Bach.
3. La courante (3/4) también posee estas características, y es de notar la rápida presentación de su tema.
4. La sarabande (3/4), muy equilibrada estructuralmente, tiene uno de los puntos de más interés en el paso de la última parte del compás 13 a la primera del 14, en el amplio intervalo del dos primera línea adicional en la parte superior al sol primera línea (recordemos que la clave utilizada es fa en cuarta).
5. El menuetto y su doble (3/4), son movimientos (junto con las bourrées y las gavotas en las cuatro últimas suites) que colaboran al equilibrio de las suites (de por sí graves y severas) con sus ritmos y melodías amables. Eso no significa que, como en el caso del doble del menuetto de esta primera suite, no puedan ser de bellísima factura.
6. La giga final (6/8) muestra estrechamiento de los períodos además de un detalle llamativo: la segunda parte tendría que acabar en el compás 28, pero Bach de repente realiza una variación que lleva al final del movimiento y de toda la suite.

### Suite para violonchelo n.º 2 en re menor, BWV 1008
1. El preludio (3/4), con sus líneas más entrelazadas que las del preludio de la primera suite, y por supuesto, con su tonalidad en modo menor, tiene un carácter de dramatismo que pocas veces se abandonará a lo largo de esta segunda suite. En el compás 48 hay un acorde de negra con calderón seguido de silencios. Después de esta parada las semicorcheas vuelven a seguir tejiendo la ya oscura línea melódica, y la obra acaba con cinco acordes de blanca y puntillo.
2. La allemande (4/4), sobre todo en su primera parte, hace mucho uso de las cuerdas dobles, y toda ella ahonda aún más en el dramatismo seña de identidad de toda la suite. A destacar el hermoso compás conclusivo.
3. La courante (3/4), de movimiento muy rápido, desarrolla el material musical a partir de un motivo incidental en el segundo compás, un motivo que podría ser un adorno. La obra se mueve entre intervalos de gran distancia, lo que unido a la figuración de semicorcheas y a su aire veloz, dice mucho de su virtuosismo.
4. Quizás sea la sarabande (3/4) de esta segunda suite (junto a la de la quinta suite) la pieza de carácter más triste e introspectivo de toda la serie. Está construida mediante partes con cuerdas dobles en combinación con otras lineales. Con solo escuchar el comienzo del primer compás nos podemos hacer una idea de la sombría languidez que se adueñará de toda la sarabande.
5. Ni siquiera el minuetto que la sigue (3/4) logra aliviar la tensión; solo el segundo minuetto aligera en parte la acumulación de momentos dramáticos.
6. La gigue (3/8) comienza con un tema amable y juguetón de tiempos muy marcados. Las cosas variarán a los pocos compases y llegarán unas partes de transición a tres compases a dos voces con la parte inferior en re repetida en corcheas y la superior variada en semicorcheas; estos compases sirven de preparación a uno de los momentos más característicos y apasionados de esta gigue. Los tres compases de dos voces con la repetición en el bajo (esta vez la nota repetida será el sol) aparecen otra vez casi al final de la obra, aunque esta vez no conduzcan sino a los brillantes arpegios descendentes y ascendentes que darán fin a la gigue y a la suite.

### Suite para violonchelo n.º 3 en do mayor, BWV 1009
1. El preludio (3/4) de esta tercera suite, de tonalidad clara y brillante, está construido mediante incesantes semicorcheas que adquieren su punto culminante en los compases 45-60, en los que Bach vuelve a utilizar el recurso de intensificación mediante la nota pedal (en este caso sol). La continua marcha de las semicorcheas se ve interrumpida ya casi al final del preludio por una serie de acordes secos seguidos de silencios.
2. La allemande (4/4), a pesar de su compleja figuración, es de factura grácil y hasta jocosa.
3. La courante (3/4), pieza muy virtuosa y veloz, adquiere fugaces momentos de tensión dramática poco antes de los últimos compases de cada parte, mediante rápidas modulaciones y figuraciones en intervalos de séptimas, terceras y quintas.
4. La sarabande (3/4), de carácter noble y alejada del ensimismamiento de la sarabande de la segunda suite tiene su momento más hermoso en el compás 15, cuando se confirma una idea que se había apuntado en el penúltimo compás de la primera parte y penúltimo compás de la segunda, y que en el conclusivo vuelve a asomar.
5. La primera de las dos bourrées (2/2), es uno de los movimientos de las suites más conocidos. Es fácil de recordar su amable melodía de carácter danzable.
6. Y en la gigue (3/8) el virtuosismo de la courante vuelve a mostrarse con su faz más arrebatadora. El recurso de la nota pedal vuelve a ser utilizado para intensificar el material sonoro y para dar paso a un extraño pasaje que podría recordar a antiguas músicas hechas con zanfona o musettes.

### Suite para violonchelo n.º 4 en mi bemol mayor, BWV 1010
1. El característico motivo en corcheas del preludio (4/4) se va modulando y variando sutilmente antes de llegar a una negra con calderón seguida de silencio (compás 53). A partir de aquí una rápida figuración en semicorcheas dará lugar a unos pasajes en que el motivo inicial se verá rodeado de variaciones más evidentes. Un amplio acorde precedido de escalas en semicorcheas será su final.
2. La allemande (4/4) está construida con combinación de semicorcheas y corcheas. Particularmente destacables son los muy amplios intervalos de estas últimas que se van dando a lo largo de todo el movimiento.
3. La courante (3/4) posee una compleja combinación de corcheas, semicorcheas y tresillos de corchea, poco usual en las suites de Bach. Dada la variedad rítmica de esta obra y el cuidado que habría que poner en sus tiempos no debería ser interpretada con demasiada velocidad.
4. La sarabande (3/4), con sus valores punteados, constituye uno de los poquísimos ejemplos en las sarabandes de Bach en los que se adivina el carácter danzable.
5. La bourrée (2/2) es muy extensa. Su graciosa y encantadora melodía se ve ensombrecida casi al final por una variación rítmica y tonal. Su compañera, mucho más breve y también en compás de 2/2, posee un tema de hermosísima factura.
6. La gigue (12/8) apenas da tregua al intérprete. Dada la tonalidad (mi bemol mayor) y la casi incesante figuración de corcheas en 12/8 hacen de esta pieza el movimiento más difícil para el intérprete de en toda la serie.

### Suite para violonchelo n.º 5 en do menor, BWV 1011
1. El preludio de esta quinta suite (que habrá que interpretar con un violonchelo "discordato") se compone de dos partes bien diferenciadas, siendo la primera en tiempo de 4/4 y la segunda en 3/8. La primera de las partes posee un carácter grave, valores punteados y uso de cuerdas dobles, lo que no es usual en los preludios de Bach. La segunda parte, muy extensa, de carácter polifónico, podría recordar a algunas de las fugas para violín solo.
2. La allemande (4/4), también de carácter muy grave y tiempo lento, posee complejas figuraciones de fusas, semicorcheas punteadas y corcheas.
3. La courante tiene el tiempo de 3/2, compás que utiliza frecuentemente Bach en sus courantes para clave. Desde luego esta pieza no suaviza la rígida gravedad que desde el primer compás del preludio se ha apoderado de la suite.
4. La sarabande (3/4), está hecha en una sola línea sin utilizar en ningún momento dobles cuerdas y con tan solo veinte compases de duración. Quizás sea esta sarabande, tan prodigiosamente intemporal, una de las cumbres de la música de Bach, y por tanto, de toda la historia de la música.
5. Las gavottes I y II (2/2) sí liberan parte de la tensión acumulada. Es de notar en la primera de ellas el cambio de ritmo que realiza Bach a partir del quinto compás. En la segunda es característica la figuración en tresillos de corchea; además está compuesta a modo de rondó, procedimiento inusual en las suites de J.S. Bach.
6. En la gigue (3/8) utiliza J.S. Bach la célula rítmica de corchea punteada, semicorchea y corchea, célula que utiliza a menudo en composiciones de la misma tonalidad en que está esta penúltima suite. Es de destacar, además, el trino entre dos semitonos cromáticos que realiza poco antes de los compases que dan fin al movimiento y a toda la suite.

### Suite para violonchelo n.º 6 en re mayor, BWV 1012
1. El extensísimo preludio (12/8) que, a pesar de su longitud, no deja en ningún momento de sorprender y maravillar, está lleno de efectos "bariolage" y de una incesante figuración en corcheas que se ve interrumpida por unos brillantes pasajes de arpegios ascendentes y descendentes, pasajes que darán otra vez paso a una nueva secuencia de "bariolage"; más tarde, unos secos acordes en corchea y dos silencios prepararán el final de este rebosante de imaginación y triunfal preludio. No debe dejarse de mencionar los recursos de eco mediante el empleo del forte y piano.
2. En la allemande (4/4) lo que más sorprende, fuera de consideraciones tonales, es su sobrecargada figuración; semicorcheas, fusas y semifusas se suceden en esta introspectiva y rica en modulaciones allemande. Se puede convertir en uno de los movimientos más ásperos de las suites para el oyente si no percibe todas sus sutilezas tonales.
3. Sin embargo la courante (3/4), con sus veloces escalas de semicorchea combinadas con figuraciones de corchea y dos semicorcheas da la impresión de ser un movimiento de transición espontáneo sin grandes pretensiones.
4. La sarabande (3/2), de carácter bucólico en comparación con la anterior, está casi toda construida en dobles cuerdas, y es particularmente destacable la serie de sextas que se suceden en la segunda parte.
5. La primera gavotte (2/2) hace pensar inmediatamente en la gavotte en rondeau de la Partita para violín solo, BWV 1006. La segunda gavotte (2/2) tiene como característica fundamental una bellísima secuencia de musette con nota pedal en re, que recordaría a aquella de la gigue de la tercera suite.
6. La gigue (6/8) es una pieza digna de terminar la suite y toda la serie. Parece una auténtica música "de chasse". Su variedad sonora y las posibilidades que explota J. S. Bach en el violonchelo hacen de esta gigue una de las más bellas piezas de la serie de suites.

## Discografía selecta
Reediciones de las grabaciones de Pau Casals
- Pau Casals, 1936, reeditada en CD en 1988 - 6 Suiten für Violoncello / Les 6 suites pour violoncelle / The 6 Cello Suites (EMI CHS 761027 2)
- Pau Casals, 1936, reeditada en CD en 2003 - Cello Suites (EMI Classics 724356261723)

Interpretaciones historicistas que hacen uso de violonchelo piccolo
- Anner Bijlsma, 1992 - Suites for Violoncello Solo, BWV 1007 - 1012 (Sony Classical Vivarte Series S2K 48 047)
- Pieter Wispelwey, 1998 - 6 Suites per Violoncello Solo Senza Basso (Channel Classics CCS 12298)
- Jaap ter Linden, 2006 - Cello Suites Nos. 1 - 6 (Brilliant Classics 93132)

Otras grabaciones
- André Navarra, 1977 - Les Six Suites pour Violoncelle (Calliope cal 9641.2)
- Heinrich Schiff, 1984 - Cello Suites Nos. 1-6 (EMI CDS 7 47471 8)
- Jacqueline du Pré, 2005 - Jacqueline du Pré - The Early BBC Recordings (EMI Classics)
- Janos Starker, 1965 - Bach: Suites for Solo Cello (Mercury 470 644-2)
- Janos Starker, 1990 - Suites For Solo Cello (Mercury Records 432 756-2)
- Mario Brunello, 1994 - 6 Suites Per Violoncello Solo BWV1007-1012 (Accademia)
- Mario Brunello, 2010 - Bach, Sei suites a violoncello solo senza basso (EVOLUTION, EAN 8015948001561)
- Mischa Maisky, 1985 - Sechs Suiten Fur Violoncello Solo (Deutsche Grammophon 445 373-2)
- Mischa Maisky, 1999 - Six Cello Suites (Deutsche Grammophon UN 927)
- Mstislav Rostropovich, 2008 - Bach - Cello Suites (EMI Classics 5 55364 2)
- Paul Tortelier, 1963 - The Cello Suites (HMV Classics SLS 798)
- Paul Tortelier, 1983 - Unaccompanied Cello Suites (EMI CDC 7 49036 2)
- Pierre Fournier, 1961 - Sechs Suiten für Violoncello Solo BWV 1007-1012 (Archiv Produktion 449 711-2)
- Pierre Fournier, 1977 - Unaccompanied Cello Suites (Philips PHCP-35078)
- Yo-Yo Ma, 1986 - Bach: Unaccompanied Cello Suites (CBS Masterworks M2K 37867)
- Yo-Yo Ma, 1998 - Bach: The Cello Suites - Inspired by Bach (Sony Classical S2K 63203)

Transcripciones
- Flauta dulce: Marion Verbruggen (Harmonia Mundi HMT 7907071)
- Transcripción de Godowsky para pianoforte: Carol Grante, 1999 - Cello Suites Transcribed For Piano (Music & Arts Programs Of America 1046)
- Viola da gamba: Paolo Pandolfo, 2001 - Bach: The Six Suites  (Glossa 30405)
- Viola: Patricia McCarty - Six Cello Suites performed on viola (Ashmont Music 6100)